# Río Cunucunuma
El río Cunucunuma —conocido por los indígenas como Kúnu— es un afluente del curso alto del río Orinoco. Nacido en la serranía Quinigua del macizo Parú-Euaja, sus aguas negras fluyen en medio de la selva del escudo Guayanés, a través de una sierra baja y un valle hasta desembocar a 12 km del nacimiento del río Casiquiare y 13 km de Tamatama. Con una longitud de 241 km, rodea los cerros Duida y Huachamacare del Parque Nacional Duida-Marahuaca, del cual recibe las aguas de ríos como el Maatasha, el Namanama, el Yamaduaka, el Kunechade y el caño Negro, el cual divide los cerros Duida y Marahuaca. En su curso se encuentran los raudales del Muerto, el Sina, San Ramón, Chacherito, Vaquiro, Mapaco, Chipirima, Picure y Culebra, así como piedras sagradas para los yekuanas. Geológicamente, su cuenca alta tiene granitos tectonizados, la alta y media tiene filones de oro, y la desembocadura se encuentra sobre rocas de la provincia del Casiquiare. Ubicado en la parroquia venezolana de Huachamacare, en sus márgenes se encuentran ocho poblados yekuanas kunuhanas::95 Acanaña, Culebra, El Porvenir, Huachamacare, Huakumuña, Sharashiña, Guarinima y Tavari; y antes del siglo XX se encontraron Sanjosé, Aurifacha, Cararame, Carabime, Túsare y Aramare. Los nómadas yanomamis sanemás también hacen presencia alrededor. Económicamente, en su cuenca se producen artesanías y materias primas para otras regiones yekuanas, tales como el bambú Arthrostylidium schomburgkii, la resina Ayawaa y la pluma del gallito de la serranía. Tras la creación del Arco Minero del Orinoco (2016), en su cuenca han surgido cuatro minas ilegales confirmadas y se han denunciado otras dos. :29, 30 :207, 265

## Expediciones
Varias expediciones han pasado por el río Cunucunuma. En 1758, durante la expedición española de límites, el padre Antonio Caulín identificó ocho pueblos entre los que habitaban los ríos Padamo y Cunucunuma: arecunas, guayuncomos, ocomedianas, paraguanes, purugotos, tarumas, yajures y yures; y también mencionó que las cabeceras del Cunucunuma eran pobladas por yabacuyanas y yajures. Durante su viaje a las regiones equinocciales del nuevo continente (1799-1804), el geógrafo Alejandro de Humboldt notó que los yekuanas dominaban el curso alto del río Orinoco entre las confluencias de los ríos Ventuari y Padamo, incluyendo el Cunucunuma. La aldea ribereña de Túsare y su líder, Ramón Túsare, fueron visitados por el botánico Richard Spruce (1853) y el diplomático Francisco Michelena y Rojas (1855-9), quien calculó la longitud del río en 500-800 mi, más del doble que la del río Támesis. El biopirata Henry Wickham visitó el río en 1870-1 y el profesor Jean Chaffanjon lo hizo en 1886-7, contactando el cacique Aramare. En 1917, el naturalista Leo Edward Miller elaboró un mapa de la cuenca del río —incluyendo su curso alto— tras visitarlo a este y a Antonio Yaracuma, líder de la aldea ribereña de Yacaré. El río también fue visitado por el geógrafo Agustín Codazzi (1837-8), el naturalista Robert Hermann Schomburgk (1838-9), el etnólogo Theodor Koch-Grünberg (1912-3), el botánico James Howard Kempton (1952), la periodista Valentina Quintero y el paleontólogo Jean-Marc de Civrieux, quien le dedicó su libro Mito y religión kunuhana.